# جيمي ديولف
جيمي ديولف (بالإنجليزية: Jamie DeWolf)‏ هو مخرج أمريكي، ولد في 28 أكتوبر 1977 في الولايات المتحدة.

## وصلات خارجية
- الموقع الرسمي
- جيمي ديولف على موقع IMDb (الإنجليزية)
- جيمي ديولف على موقع أول موفي (الإنجليزية)
- جيمي ديولف على موقع كينوبويسك (الروسية)